# Polysyncraton miniastrum
Polysyncraton miniastrum is een zakpijpensoort uit de familie van de Didemnidae. De wetenschappelijke naam van de soort is voor het eerst geldig gepubliceerd in 2004 door Kott.